# Diecezja San
Diecezja San – diecezja rzymskokatolicka w Mali. Powstała w 1962 jako misja sui iuris. W 1964 podniesiona do rangi diecezji.

## Biskupi diecezjalni
- Ordynariusze
  - Bp Joseph Perrot, M. Afr. (1964 – 1987)
  - Bp Jean-Gabriel Diarra (1987 – 2019)
  - Bp Hassa Florent Koné (od 2022)